# Jerónimo de Ripalda
Jerónimo de Ripalda (Teruel, 1535 - Toledo, 21 de abril de 1618), fue un sacerdote jesuita español, autor del famoso catecismo Doctrina christiana con una exposición breve, compuesta por el Maestro Hieronymo de Ripalda de la Compañía de Iesús (Burgos: 1591).

## Biografía
Jerónimo de Ripalda era de ascendencia vasca y nació en Teruel en 1535. Hijo del médico Bernardino de Ripalda quien había conocido a Ignacio de Loyola cuando estudiaban en Alcalá; no obstante se opuso con determinación a que su hijo ingresase en la Compañía de Jesús, hasta conseguir un Decreto Real que presentó al rector del colegio de los jesuitas de Alcalá, donde había ingresado su hijo cuando tenía 14 o 16 años; no obstante no consiguió vencer la decisión de su hijo que ingresó en la Compañía.
Su formación en la Compañía de Jesús discurrió por Gandía, Valencia y de nuevo Alcalá. Ejerció la docencia en Plasencia, Valladolid y Ávila. Fue rector de los colegios jesuitas de Villagarcía, Salamanca, Burgos y Valladolid. Durante su estancia en Salamanca fue confesor de Teresa de Jesús, que tal como ella relata en el prólogo del Libro de las Fundaciones, le indicó que completase el relato de la fundación del primer monasterio de los padres carmelitas descalzos, con la explicación de los otros siete monasterios.
Editó su cartilla o Catecismo en Burgos en 1591, aunque su edición más conocida es la de Toledo de 1618, el mismo año de su muerte; se difundió por la mitad sur de España, mientras que por la parte norte se prefería más bien el Catecismo del también jesuita padre Gaspar Astete (1599).
Estos catecismos, provistos con las novedades del Concilio de Trento, pasaron a Hispanoamérica, donde fueron traducidos a las lenguas indígenas. Del de Ripalda se hicieron traducciones cuando menos en náhuatl, otomí, tarasco, zapoteco y maya, por mencionar solo lenguas mexicanas. También existe una versión en euskera escrita por Martín Ochoa de Capanaga en 1656. Por cierto que el escritor mexicano Joaquín Fernández de Lizardi expuso numerosas dudas sobre la conveniencia de esta obra en dos opúsculos en 1827. En este manual, cientos de veces reimpreso, al igual que el de Astete, aprendieron la doctrina cristiana casi todos los españoles e hispanoamericanos hasta el Concilio Vaticano II (1965); un nuevo y oficial Catecismo de la Iglesia católica salió en 1992.

## Su nombre
En la historiografía de Ripalda, y de su catecismo, el autor aparece escrito de varios modos. El principal estudioso de su catecismo, Juan Manuel Sánchez, hace notar que en los bibliógrafos de la Compañía se le suele citar como Jerónimo Ripalda, si la preposición "de", solo el P. Uriarte incluye el "de" en su nombre. Sin embargo en las numerosas ediciones de su catecismo aparece como autor Jerónimo de Ripalda; y este era el nombre que él utilizaba normalmente.
En la Enciclopedia Espasa, aparece como Jerónimo Martínez de Ripalda, sin que se aporte ninguna razón, posiblemente la confusión se deba a la existencia de un jesuita, teólogo español del siglo XVII,  llamado Juan Martínez de Ripalda (1641-1707)

## Obras
Además de su obra más conocida Catecismo y exposición breve de la doctrina cristiana, Burgos, 1591 (1.ª ed.) y Toledo, 1618 (2.ª ed.), con centenares de reimpresiones, publicó:
- Versión del latín al español del libro  Contemptu Mundi, de Tomás de Kempis; se conocen tres ediciones distintas, en las que no aparece su nombre, sustituido por "un Padre de la Compañía de Jesús":
  - Contemptu Mundi. De nuevo corregido por un Padre de la Compañía de Jesús, Alcala de Henares, MDLXXVI.
  - Contemptu Mundi el más cumpido que hasta ahora se ha impreso, De nuevo corregido por una Padre de la Compañía de Jesús conforme al original latino, y a la antigua y común trafuvción, que reformó el padre maestro de Ávila, Sevilla,1587.
  - Contemptu Mundi o de la Imitación de Cristo. Lib. IV. Traducido en Español por Luis de Granada, de nuevo corregido por un Padre de la Compañía de Jesús, Amberes, 1612.
- Razonamiento que hace el pecador a Dios, Miguel Serrano, Madrid, 1614.
- Suave coloquio del pecador con Dios, Lérida, 1618.